# Tales from Topographic Oceans
Tales from Topographic Oceans is een album uit 1973 van de Britse progressieve-rockband Yes. Het is het zesde studioalbum van de groep.

## Geschiedenis
Het dubbelalbum (twee elpees) is het controversieelste van de band, doordat er drastisch werd afgeweken van de tot dan toe bekende Yes-stijl. Ondanks deze radicaal andere richting, behaalde het album toch de nummer-1-positie in het Verenigd Koninkrijk. Het album is gebaseerd op het boek Autobiography of a Yogi van de Indiase yogi en goeroe Paramahansa Yogananda. Een voetnoot in dit boek vormde voor zanger Jon Anderson de basis van het conceptalbum.
Het album is misschien nog wel het bekendst doordat het voor toetsenist Rick Wakeman aanleiding gaf de band te verlaten. Hij was het niet eens met de in zijn ogen veel te hoogdravende muziek en liet zijn afkeur van het album blijken. Ook zette hij zich af tegen de nieuwe leefwijze van de overige leden van de groep, die waren overgeschakeld op macrobiotisch voedsel. Tijdens een van de concerten at Wakeman demonstratief een afhaalcurry op, daarmee aangevend het niet eens te zijn met deze muziek en deze nieuwe levensstijl. Na de tournee verliet hij de band, maar hij keerde in 1977 weer terug voor de opnamen van het album Going for the One.
"Tales" is tevens het debuut(studio)album voor drummer Alan White, die na de opnamen van Close to the Edge (1972) Bill Bruford verving.

## Tracklist
| Nr. | Titel                                            | Duur  |
| --- | ------------------------------------------------ | ----- |
| 1.  | The Revealing Science of God - Dance of the Dawn | 22:22 |
| 2.  | The Remembering - High the Memory                | 20:38 |
| 3.  | The Ancient - Giants Under the Sun               | 18:35 |
| 4.  | Ritual - Nous Sommes du Soleil                   | 21:37 |

De in 2003 uitgekomen Rhino-remaster van het album bevat een intro van twee minuten die uit de originele uitgave is weggelaten.

## Bezetting
- Jon Anderson - zang
- Chris Squire - basgitaar, zang
- Steve Howe - gitaar, zang
- Rick Wakeman - piano en synthesizer
- Alan White - drums en percussie

- MusicBrainz release group: 94862bd6-6a24-3774-b136-860059c6376e